# Luetzingen
Luetzingen ist ein Dorf und Ortsteil der Stadt Waldbröl im Oberbergischen Kreis im südlichen Nordrhein-Westfalen. Es liegt ca. 3,6 Kilometer östlich des Stadtzentrums von Waldbröl.

## Geschichte
1351 wurde der Ort in der Formulierung „Gobel v. Luczine“ erstmals urkundlich erwähnt, wobei die Lokalisierung unsicher ist. Als sichere Erstnennung gilt „Aloff v. Luitzingen ist Zeuge bei einem bergischen Grenzumgang.“ (1467).

## Verkehr
Luetzingen ist über Buslinien der Oberbergischen Verkehrsgesellschaft an den ÖPNV angeschlossen.
Der Wanderweg O führt, von Niederhof kommend, durch Luetzingen.